# 伊藤玖祥
伊藤 玖祥（いとう ひさよし、1993年4月12日 - ）は、ジャパンラグビーリーグワン三重ホンダヒートに2023-24シーズンまで所属していたラグビー選手。

## プロフィール
- 三重県出身[1]。
- ポジションはスクラムハーフ(SH)。
- 身長 166 cm、体重 74 kg
- ニックネームはひさよし。
- U17東海代表に選ばれたことがある[2]。

## 略歴
2012年、四日市農芸高校卒業後、帝京大学に入る。なお四日市農芸高校時代、主将を務めた。
2016年、帝京大学卒業後、Honda Heat(現・三重ホンダヒート)に加入。
2017年11月25日に行われたジャパンラグビートップチャレンジリーグ日野自動車レッドドルフィンズ戦にて途中出場で公式戦初出場を果たす。
2024年5月、三重ホンダーヒートを退団。